# Щепаньский, Ян (боксёр)
Ян Анто́ний Щепа́ньский (пол. Jan Antoni Szczepański; 20 ноября 1939, дер. Малеч, Лодзинское воеводство, Польская Республика — 15 января 2017, Варшава, Польша) — польский боксёр лёгкой весовой категории, выступал за сборную Польши в 1960-е — 1970-е годы. Чемпион летних Олимпийских игр в Мюнхене (1972), чемпион Европы, победитель многих международных турниров и национальных первенств. Также известен как тренер по боксу и киноактёр.

## Биография
После школы поступил в машиностроительное училище, где начал активно заниматься боксом. Затем продолжил подготовку в варшавском спортивном клубе «Легия». Первого серьёзного успеха на ринге добился в 1961 году, когда стал чемпионом Польши в лёгком весе. Тогда же дебютировал на первенстве Европы в Белграде, тем не менее был выбит из борьбы за медали в первом же своём матче на турнире советским боксёром Геннадием Какошкиным. Выигрывал национальное первенство еще дважды (в 1962 и 1963 годах), однако в 1964-м году врачи диагностировали у него аритмию сердца и запретили выходить на ринг.
В течение четырёх лет он не мог участвовать в спортивных соревнованиях, но в 1968 году он всё-таки получил разрешение и вновь попал в основной состав национальной сборной, в очередной раз выиграв польское первенство. В 1971 году победил на чемпионате Европы в Мадриде в лёгкой весовой категории. Благодаря череде удачных выступлений отобрался на летних Олимпийских играх 1972 года в Мюнхене — подтвердил статус фаворита, завоевал золотую олимпийскую медаль. В 1973 году завершил боксерскую карьеру. Всего в любительском боксе провёл 290 боёв, в том числе 251 бой окончил победой.
После ухода из большого спорта работал тренером в спортивных клубах «Полония» и «Островец-Свентокшиски», подготовил многих талантливых боксёров. Также снялся в нескольких художественных фильмах известных польских режиссёров.
Был женат, двое детей: сын и дочь.

## Награды и звания
За выдающиеся спортивные достижения награждён Орденом Возрождения Польши и дважды Золотым Крестом Заслуги.